# Пиерсика (Јаломица)
Пиерсика (рум. Piersica) насеље је у Румунији у округу Јаломица у општини Чокина. Oпштина се налази на надморској висини од 33 m.

## Становништво
Према подацима из 2002. године у насељу је живело 137 становника, од којих су сви румунске националности.